# Sommet mondial sur la sécurité nucléaire de 2010
Le Sommet mondial sur la sécurité nucléaire de 2010 a eu lieu à Washington, DC, les 12 et 13 avril 2010. Le sommet était axé sur la manière de mieux protéger le plutonium destiné aux armements et l'uranium afin de prévenir le terrorisme nucléaire.

## Aperçu
Le nouveau Traité de réduction des armes stratégiques (START) a été signé le 8 avril 2010 à Prague par le Président américain Barack Obama et le président russe Dmitry Medvedev. Après le sommet, l'Iran a organisé son propre sommet, la Conférence internationale sur le désarmement et la non-prolifération, les 17 et 18 avril (veuillez voir ci-dessous). Ensuite, en mai de 2010, la Conférence d'examen du Traité sur la non-prolifération des armes nucléaires (TNP) a eu lieu au siège des Nations-Unies à New York

## Informations de base
La chute de l'Union soviétique a engendré des soucis pour les armes nucléaires sur le territoire de l'ancienne Union soviétique. La priorité était axée sur le désarmement des armes restantes ainsi que sur la réduction du nombre d'installations nucléaires et de matières nucléaires. À la suite des attaques du 11 septembre de 2001, le potentiel que les terroristes se servent de matières et d'installations nucléaires à des fins non pacifiques est devenu une menace réelle et la sécurité nucléaire a été soulignée comme moyen de combattre le terrorisme nucléaire.
Le 5 avril 2009 à Prague, le Président américain Barack Obama a présenté une stratégie composée de trois parties afin de combattre la menace nucléaire internationale. La stratégie comprenait: 1. de proposer des mesures à prendre afin de réduire et ensuite d'éliminer les arsenaux nucléaires existants, 2. de renforcer le Traité de Non-Prolifération et d'arrêter la prolifération des armes nucléaires vers d'autres pays, 3. D'empêcher les terroristes d'obtenir les armes ou les matières nucléaires. Le Président a indiqué dans son discours de Prague que le terrorisme nucléaire est la plus importante et plus immédiate menace à la sécurité mondiale. Il a annoncé des mesures supplémentaires pour se procurer des matières nucléaires vulnérables dans un délai de quatre ans, de détruire les marchés noirs, de détecter et d'intercepter les matières en transit et de se servir des ressources financières afin de perturber le trafic illicite de matières nucléaires. Lors du sommet de 2009 à l'Aquila en Italie, Obama a finalement déclaré son projet d'organiser un Sommet Mondial sur la Sécurité Nucléaire en mars de 2009 afin de réaliser ces buts.

## Participants

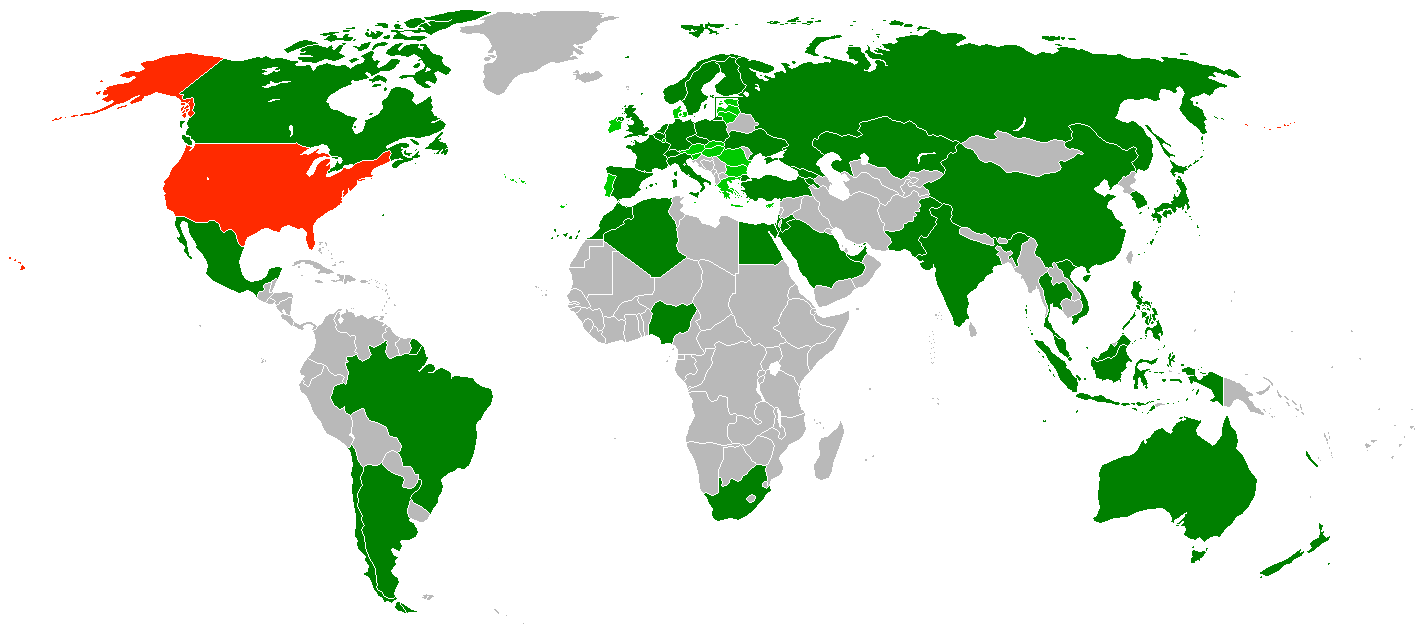
Le pays d'accueil (les États-Unis))
Les pays participants
Les Membres de l'Union européenne représentés par le président du Conseil européen

Le Sommet était le plus grand rassemblement des chefs d'État organisé par un Président américain depuis la conférence des Nations unies sur l'Organisation internationale de 1945. Des délégations de quarante-sept gouvernements incluant les États-Unis y étaient, dont trente-huit qui étaient représentés par les chefs d'état ou les chefs de gouvernement. Des délégations de l'Union européenne, l'Agence internationale de l'énergie atomique ont aussi participé.
Le Premier ministre israélien Benjamin Netanyahu a annulé sa participation au Sommet à cause des soucis qu'on lui demanderait de signer le Traité de Non-Prolifération. 
Le Royaume-Uni était le seul pays avec des armes nucléaires (reconnu par le Traité de Non-Prolifération) qui n'était pas représenté par son chef d'état. Le Premier ministre britannique Gordon Brown n'a pas participé puisque le sommet tombait durant la campagne électorale de 2010 au Royaume-Uni. Le secrétaire des Affaires étrangères David Miliband était présent.

### Pays/Organisation Représentatif
| Pays/Organisation                           | Représentatif                                                                        |
| ------------------------------------------- | ------------------------------------------------------------------------------------ |
| Afrique du Sud                              | Jacob Zuma (rpésident)                                                               |
| Agence internationale de l'énergie atomique | Yukiya Amano (directeur général)                                                     |
| Algérie                                     | Mourad Medelci (ministre des Affaires étrangères)                                    |
| Allemagne                                   | Angela Merkel (chancelière d'Allemagne)                                              |
| Arabie saoudite                             | Moukrine ben Abdelaziz Al Saoud (président de la présidence d'intelligence générale) |
| Argentine                                   | Cristina Fernández de Kirchner (présidente)                                          |
| Arménie                                     | Serge Sargsian (président)                                                           |
| Australie                                   | John Faulkner (ministre de la Défense)                                               |
| Belgique                                    | Yves Leterme (Premier ministre )                                                     |
| Brésil                                      | Luiz Inácio Lula da Silva (rpésident)                                                |
| Canada                                      | Stephen Harper (Premier ministre)                                                    |
| Chili                                       | Sebastián Piñera (président)                                                         |
| Chine                                       | Hu Jintao (président)                                                                |
| Corée du Sud                                | Lee Myung-bak (président)                                                            |
| Égypte                                      | Ahmed Aboul Gheit (ministre des Affaires étrangères)                                 |
| Émirats arabes unis                         | Mohammed ben Zayed Al Nahyan (en) (prince héritier d'Abou Dabi)                      |
| Espagne                                     | José Luis Rodríguez Zapatero (Premier ministre)                                      |
| États-Unis (hôte)                           | Barack Obama (président)                                                             |
| Finlande                                    | Tarja Halonen (présidente)                                                           |
| France                                      | Nicolas Sarkozy (président)                                                          |
| Géorgie                                     | Mikheil Saakachvili (président)                                                      |
| Inde                                        | Manmohan Singh (Premier ministre)                                                    |
| Indonésie                                   | Boediono (vice-président)                                                            |
| Israël                                      | Dan Meridor (député de Premier ministre et ministre de services de renseignements)   |
| Italie                                      | Silvio Berlusconi (Premier ministre)                                                 |
| Japon                                       | Yukio Hatoyama (Premier ministre)                                                    |
| Jordanie                                    | Abdallah II (roi)                                                                    |
| Kazakhstan                                  | Nursultan Nazarbayev (président)                                                     |
| Malaisie                                    | Najib Tun Razak (Premier ministre)                                                   |
| Mexique                                     | Felipe Calderón (président)                                                          |
| Maroc                                       | Abbas El Fassi (Premier ministre)                                                    |
| Pays-Bas                                    | Jan Peter Balkenende (Premier ministre)                                              |
| Nouvelle-Zélande                            | John Key (Premier ministre)                                                          |
| Nigeria                                     | Goodluck Jonathan (président)                                                        |
| Norvège                                     | Jens Stoltenberg (Premier ministre)                                                  |
| Organisation des Nations unies              | Ban Ki-moon (secrétaire général)                                                     |
| Pakistan                                    | Yousaf Raza Gillani (Premier ministre)                                               |
| Philippines                                 | Gloria Macapagal-Arroyo (présidente)                                                 |
| Pologne                                     | Radosław Sikorski (ministre des Affaires étrangères)                                 |
| République tchèque                          | Jan Fischer (Premier ministre)                                                       |
| Royaume-Uni                                 | David Miliband (secrétaire d'Etat pour l'étranger et les affaires de Commonwealth)   |
| Russie                                      | Dmitry Medvedev (président)                                                          |
| Singapour                                   | Lee Hsien Loong (Premier ministre)                                                   |
| Suède                                       | Fredrik Reinfeldt (Premier ministre)                                                 |
| Suisse                                      | Doris Leuthard (présidente)                                                          |
| Thaïlande                                   | Trairong Suwankiri (en) (Premier ministre)                                           |
| Turquie                                     | Recep Tayyip Erdoğan (Premier ministre)                                              |
| Ukraine                                     | Viktor Yanukovych (président)                                                        |
| Union européenne                            | Herman Van Rompuy (président du conseil européen)                                    |
| Viêt Nam                                    | Nguyễn Tấn Dũng (Premier ministre)                                                   |